# Random White Dude Be Everywhere
Random White Dude Be Everywhere – album kompilacyjny amerykańskiego producenta muzycznego Diplo, zawierający single solowe i stworzone wraz z innymi muzykami, wydany 12 sierpnia 2014 przez Mad Decent.

## Lista utworów
1. "Revolution" (feat. Faustix, Imanos & Kai) - 4:24
2. "6th Gear" (Diplo & Alvaro feat. Kstylis) - 3:32
3. "Techno" (Yellow Claw, Diplo & LNY TNZ feat. Waka Flocka Flame) - 3:28
4. "Freak" (Steve Aoki, Diplo & Deorro feat. Steve Bays) - 4:41
5. "Boy Oh Boy" (Diplo & GTA) - 2:54
6. "Biggie Bounce" (feat. Angger Dimas & Travis Porter) - 3:45
7. "Express Yourself" (feat. Nicky B) - 4:38
8. "Revolution" (Danny Diggz Remix) (feat. Faustix, Imanos & Kai) - 3:13
9. "Boy Oh Boy" (Thugli Remix) (Diplo & GTA) - 3:18
10. "Freak" (Rickyxsan Remix) (Steve Aoki, Diplo & Deorro feat. Steve Bays) - 5:12
11. "Biggie Bounce" (Tony Romera Remix) (feat. Angger Dimas & Travis Porter) - 4:30
12. "Express Yourself" (Party Favor Extended Remix) (feat. Nicky B) - 3:16